# Гран-Віа

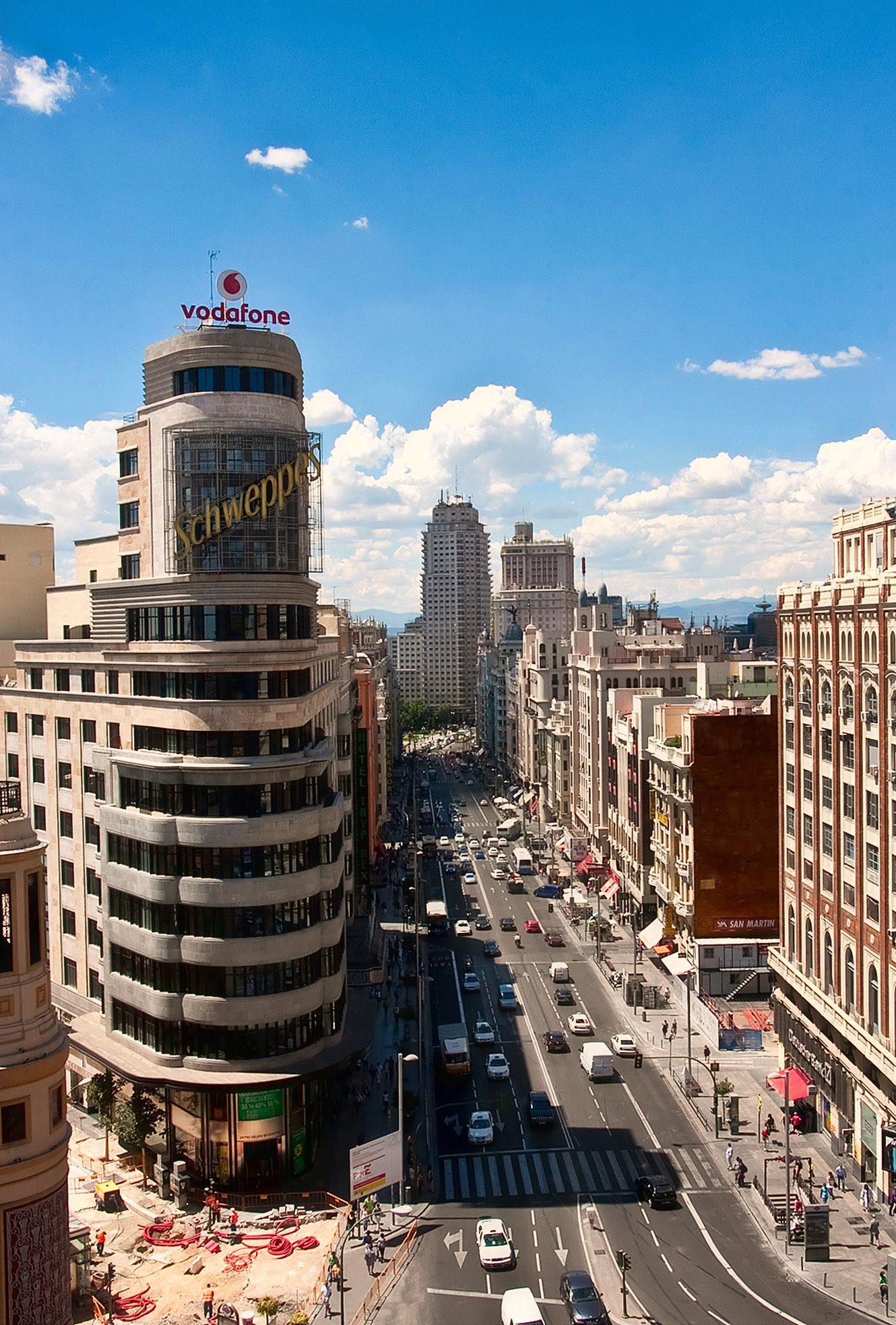
Гран Віа в Мадриді

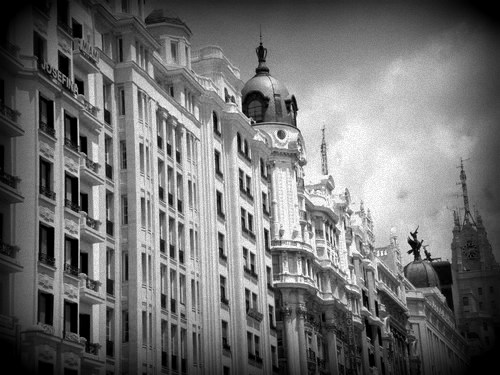
Гран Віа (Мадрид)

Гран-Віа (ісп. Gran Via — «велика дорога») — вулиця Мадрида, неофіційно вважається головною вулицею столиці Іспанії.

## Історія вулиці
Проспект закладений 5 квітня 1910 королем Альфонсо XIII, який в ході урочистої церемонії за допомогою кирки видовбав перший камінь від будинку священика при церкві Сан Хосе. Цим актом покладено початок знесення понад 300 будівель, необхідного для прокладки вулиці.
5 квітня 2010 онук Альфонсо XIII, король Іспанії Хуан Карлос I взяв участь в особливій церемонії на вулиці Гран Віа в честь її столітнього ювілею. Напередодні цього дня тут відкритий бронзовий макет вулиці, що відзначає її 100-річчя.

## Особливості вулиці
Гран-Віа має безліч цікавих особливостей, пов'язаних з історією архітектури та бурхливою історією Іспанії.
- Тут розташована будівля компанії «Телефоніка», яка вважалася на початку XX століття першим хмарочосом Європи. Будівля побудована за проектом американського архітектора.
- Гран Віа — це неофіційна назва майбутнього проспекту, що існувала ще на стадії проекту, але офіційно закріплена за вулицею лише в 1981.
- Нинішня Гран Віа при заснуванні за назвами була розділена на цілих три частини, кожна з яких носила імена різних політиків старої Іспанії. Пізніше, в кінці 1930-х, в період лівого республіканського уряду, сучасна Гран Віа деякий час навіть називалася Avenida de Rusia («проспект Росії»), а потім навіть Avenida de la Union Sovietica, при Франсиско Франко вулиця називалася «проспект Хосе Антоніо» в честь засновника фалангістського руху Хосе Антоніо Прімо де Рівера.